# 双塔站 (酒泉市)
双塔站位于甘肃省酒泉市瓜州县，是敦煌铁路的一座火车站，距柳沟站8公里，属于会让站，不办理客货运业务。本站于2018年增设，以引出通往兰新客运专线柳沟南站的上下行联络线，2018年9月19日随先期建成的兰新客专至敦煌铁路下行联络线一同投入使用，上行联络线则于2019年6月完工。本站及相邻上下行区间均为电气化区段。

## 结构
本站为两股道会让站，到发线有效长850米，站房面积607.48平方米。本站信号楼于2018年7月2日率先开工，同年8月5日主体完成，具备设备安装条件。